# Álvares Machado
Álvares Machado es un municipio brasileño del estado de São Paulo. Su población estimada en 2004 era de 24.609 habitantes.

## Geografía

### Clima
El clima de Álvares Machado puede ser clasificado como clima tropical de sabana (Aw), de acuerdo con la clasificación climática de Köppen.

### Hidrografía
- Río Santo Anastácio

Diversos arroyos: del Limoeiro; San Geraldo; del Macaco; del Matadouro; de la Paca; del Brejão; Oro Verde; y Pirapózinho.

### Transporte
Línea de ómnibus Jandaia, intermunicipal, que une en las ciudades limítrofes y sus distritos.

### Carreteras
- SP-270 - Raposo Tavares
- SP-501 - Julio Budiski

### Agricultura
El municipio es productor de maíz, algodón, frijol y maní.

## Demografía
| Población histórica del municipio | Población histórica del municipio | Población histórica del municipio | Población histórica del municipio |
| Año                               | Población                         |                                   | %±                                |
| --------------------------------- | --------------------------------- | --------------------------------- | --------------------------------- |
| 1950                              | 17 316                            |                                   | —                                 |
| 1960                              | 19 387                            |                                   | 12,0%                             |
| 1970                              | 17 305                            |                                   | −10,7%                            |
| 1980                              | 14 653                            |                                   | −15,3%                            |
| 1991                              | 18 865                            |                                   | 28,7%                             |
| 2000                              | 22 661                            |                                   | 20,1%                             |
| 2010                              | 23 513                            |                                   | 3,8%                              |
| 2022                              | 27 255                            |                                   | 15,9%                             |
| [ 4 ] [ 5 ] [ 6 ] [ 7 ]           |                                   |                                   |                                   |